# Kevin Foley (batteur)
 (juin 2022).
Si vous disposez d'ouvrages ou d'articles de référence ou si vous connaissez des sites web de qualité traitant du thème abordé ici, merci de compléter l'article en donnant les références utiles à sa vérifiabilité et en les liant à la section « Notes et références ».
Kevin Foley est un batteur franco-irlandais né le 10 mars 1988 à Saint-Etienne en France. Il est connu pour avoir été le batteur de plusieurs groupes de metal. Il a notamment joué pour Sepultura, Sabaton, Disavowed et Benighted ou encore Mumakil. Il est actuellement membre officiel du groupe Disavowed.

## Biographie
Kevin Foley a fait une partie de sa scolarité à la Cité Scolaire François Mauriac à Andrézieux-Bouthéon. 
Dans ses jeunes années il joue pour un groupe punk stéphanois, White Card. 
Benighted est le groupe qui l'a formé au death metal (rapidité, technique de double pédales et de blast).
En effet en 2011, il remplace le batteur du groupe suédois Sabaton alors blessé au genou, durant leur tournée commune avec le groupe français Nightmare dans lequel Kevin était batteur de session. Le groupe lui demande alors de les aider pour les dates suivantes. Il le remplacera pour 3 dates.
Quelques mois plus tard, le 25 novembre 2011, il ouvre en première partie de Metallica à Abu Dhabi. Il joue avec Nervecell, un groupe de metal originaire de Dubaï.
De même, deux ans plus tard, il est appelé en renfort par le célèbre groupe de métal brésilien Sepultura. Le 1er mai 2013 le batteur du groupe se blesse pendant leur tournée européenne et ne peut donc plus assurer les concerts pour près d'une semaine. Kevin jouera donc 8 concerts avec eux après avoir appris en quelques heures leur setlist. Il sera par la suite remercié publiquement par les membres du groupe dans un communiqué de presse.
En 2017, il remplace le batteur Vincent Hernault parti faire un tour du monde en vélo et accompagne Lofofora pour l'enregistrement d'un album studio acoustique, Simple appareil qui sort début avril 2018. Il assure les concerts de la tournée qui suit.

## Équipement
Kevin Foley est depuis 2012 endossé par Drum Workshop et Sabian.
Kit actuel : DW Collector's Series Lacquer Speciality, finition Snow Pearlescent to Charcoal fade
- Tom 12 x 8
- Tom basse 14 x 12
- Tom basse 16 x 14
- Grosse caisse 24 x 18

Cymbales SABIAN :
- 20" Sabian AA Rock Ride
- 16" Sabian AAX plosion Crash
- 18" Sabian AAX plosion Crash
- 14" Sabian AAXX Stage Hi Hat
- 10" Sabian AAX Splash

## Expériences

### Groupes permanents
- Benighted : 2006 - 2016
- Disavowed : 2010 - Aujourd'hui
- Abbath : 2015 - 2016

### Sessions live
- White Card
- F Stands For Fuck You
- Benighted : 2006 - 2016
- Disavowed : 2010 - Aujourd'hui
- Destinity : 2010
- Sabaton : 2011
- Nightmare : 2011
- Nervecell : 2011-2012
- The Seven Gates : 2012
- Sepultura : 2013
- Arkhan: 2013
- Mumakil : 2013
- Decapitated : 2013
- Nostromo : 2017
- Lofofora : 2018

### Studio
- Benighted - Icon : 2007
- Benighted - Asylum : 2011
- The Seven Gates - Of Gods... Of Saints... Of Graves : 2012
- The Seven Gates - Polymorph Demon : 2012
- Benighted - Carnivore sublime : 2014
- F Stands For Fuck You
- Dawohl - Potestas . Ratio . Iustitia : 2014
- Lofofora - Simple appareil : 2018

### Parutions et presse
Kevin Foley est devenu récemment[Quand ?] l'objet des magazines de métal et tatouage.[pas clair]
- Batteur Magazine no 266 février 2013[4].
- Parat Magazine no 52 juin 2013[5].